# Parafia św. Andrzeja w Setubal
Parafia św. Andrzeja – etnicznie rosyjska parafia w Setúbal, jedna z czterech placówek duszpasterskich eparchii hiszpańsko-portugalskiej Patriarchatu Moskiewskiego w Portugalii.
Parafia korzysta z budynku katolickiego kościoła Nossa Senhora da Conceição.